# Anna
|  | Aquest article tracta sobre la població del País Valencià. Vegeu-ne altres significats a «Anna (desambiguació)». |

Anna és un municipi del País Valencià situat a la comarca de la Canal de Navarrés.

## Geografia
Ocupa la part més baixa i ampla de la comarca de la Canal de Navarrés, enclavament privilegiat on afloren gran quantitat d'aigües de l'aqüífer del massís del Caroig que són arreplegades pel riu Sellent. Anna destaca per les seues múltiples fonts i abundància d'aigua a què deu l'origen del mateix topònim de la localitat, Yanna.
Limita amb els termes municipals de Xella, Énguera (a la mateixa comarca), Estubeny, Xàtiva i Llanera de Ranes (a la Costera) i Cotes i Sellent (a la Ribera Alta). S'accedix al poble, des de València, a través de la A-7 prenent després la CV-590 per a accedir finalment per la CV-580.
El seu clima és mediterrani temperat i la seua vegetació típica de muntanya, destacant el romer, el timó i espècies arbòries com el pi o la carrasca.

## Història
L'origen d'Anna és anterior a l'etapa musulmana, encara que les primeres referències documentals són de mitjan segle xiii. El 22 de setembre de 1244, Jaume I el Conquistador va donar la vila d'Anna a l'Orde de Santiago en recompensa a l'ajuda prestada en el setge de Biar. En 1332 va tindre lloc la rebel·lió de l'aljama sarraïna d'Anna, a causa de l'embargament de certs béns d'estos per part del comanador Montalván. Alfons el Benigne va absoldre els sarraïns a fi de frenar el procés de despoblació que estava patint el lloc. Anys més tard, la vila va passar a les mans de Pere de Vilanova i, posteriorment, a la família Borja. El Rei d'Espanya, Felip III va crear el 1604 el comtat d'Anna en la persona de Ferran Pujades i Borja, i que finalment va pertànyer als comtes de Cervelló.
Després de l'expulsió dels moriscos el 1609, Anna va ser repoblada amb cristians d'Énguera i d'altres llocs. Actualment és un dels pobles més pròspers de la Canal gràcies al desenvolupament industrial experimentat en els últims anys. L'origen del topònim de la Vila, té les seues arrels en el vocable àrab Yanna, tal com podem trobar-lo en l'Alcorà. De les distintes accepcions que posseïx ens centrarem en les que fan referència a la relació de la paraula amb el territori; d'esta manera i sense abandonar les altres variants, que d'altra banda ens portarien a conclusions semblants, ens trobem una accepció que utilitza el terme com a hort o jardí, de la veu llatina Orti que els àrabs van adaptar com al-Yanna, «l'albereda» (= l'horta). Esta accepció explicaria la presència de restes arqueològiques de l'època romana a l'entorn i el paratge en què es va fundar la ciutat, a l'Albereda, junt amb la primitiva fortificació o castell.

## Demografia
| 1990  | 1992  | 1994  | 1996  | 1998  | 2000  | 2002  | 2004  | 2006  | 2007  | 2014  |
| ----- | ----- | ----- | ----- | ----- | ----- | ----- | ----- | ----- | ----- | ----- |
| 2.647 | 2.679 | 2.690 | 2.637 | 2.574 | 2.572 | 2.723 | 2.775 | 2.673 | 2.718 | 2.655 |

## Economia
Tradicionalment, Anna ha sigut un poble eminentment agrícola, amb grans extensions d'oliveres, de tarongers i de cultius de regadiu que actualment es veuen afavorits pel modern sistema de reg per goteig que a poc a poc es va implantant a tot el terme municipal. El bestiar de llana i boví ha tingut, igualment, una certa importància.
En els últims anys han proliferat diverses indústries sobretot d'aliments i pastes congelades, de mobles i tèxtil. El sector turístic va obrint-se camí sobretot per la recent promoció del turisme rural i l'atractiu que suposa el llac de l'Albufera.

## Política i govern

### Composició de la Corporació Municipal
El Ple de l'Ajuntament està format per 11 regidors. En les eleccions municipals de 26 de maig de 2019 foren elegits 7 regidors del Partit Socialista del País Valencià (PSPV-PSOE) i 4 del Partit Popular (PP).
| Eleccions municipals de 26 de maig de 2019 - Anna                                                                             |                                          |                                     |                                     |        |          |          |
| Candidatura | Candidatura                              | Candidatura                         | Cap de llista                       | Vots   | Vots     | Regidors |
| | Partit Socialista del País Valencià-PSOE |                                     | Pilar Teresa Sarrión Ponce          | 1.058  | 61,66%   | 7 (+4)   |
| | Partit Popular                           |                                     | Miguel Marín Beneyto                | 631    | 36,77%   | 4 (-1)   |
| | Vots en blanc                            |                                     |                                     | 27     | 1,57%    |          |
| Total vots vàlids i regidors                                                                                                  | Total vots vàlids i regidors             | Total vots vàlids i regidors        | Total vots vàlids i regidors        | 1.716  | 100 %    | 11       |
| | Vots nuls                                | Vots nuls                           | Vots nuls                           | 55     | 3,11%    |          |
| Participació (vots vàlids més nuls)                                                                                           | Participació (vots vàlids més nuls)      | Participació (vots vàlids més nuls) | Participació (vots vàlids més nuls) | 1.771  | 82,22%** |          |
| Abstenció | Abstenció                                | Abstenció                           | Abstenció                           | 383*   | 17,78%** |          |
| Total cens electoral | Total cens electoral                     | Total cens electoral                | Total cens electoral                | 2.154* | 100 %**  |          |
| Alcaldessa: Pilar Teresa Sarrión Ponce (PSPV) (15/06/2019) Per majoria absoluta dels vots dels regidors (7 vots de PSPV)      |                                          |                                     |                                     |        |          |          |
| Fonts: JEC, JEZ Xàtiva, M. Interior, Periòdic Ara. (* No són vots sinó electors. ** Percentatge respecte del cens electoral.) |                                          |                                     |                                     |        |          |          |

### Alcaldes
Des de 2015 l'alcaldessa d'Anna és Pilar Sarrión Ponce del Partit Socialista del País Valencià (PSPV-PSOE), qui ja va ser alcaldessa entre 2007 i 2009.
| Període                       | Alcalde o alcaldessa                             | Partit polític  | Data de possessió     | Observacions       |
| ----------------------------- | ------------------------------------------------ | --------------- | --------------------- | ------------------ |
| 1979–1983                     | José Roig Bellver                                | PSPV-PSOE       | 19/04/1979            | --                 |
| 1983–1987                     | José Roig Bellver                                | PSPV-PSOE       | 28/05/1983            | --                 |
| 1987–1991                     | José Roig Bellver                                | PSPV-PSOE       | 30/06/1987            | --                 |
| 1991–1995                     | José Roig Bellver                                | PSPV-PSOE       | 15/06/1991            | --                 |
| 1995–1999                     | Fernando Sarrión Ramos                           | PP              | 17/06/1995            | --                 |
| 1999–2003                     | Fernando Sarrión Ramos                           | PP              | 03/07/1999            | --                 |
| 2003–2007                     | Fernando Sarrión Ramos                           | PP              | 14/06/2003            | --                 |
| 2007–2011                     | Pilar Sarrión Ponce José Pablo Aparicio Aparicio | PSPV-PSOE Idean | 16/06/2007 19/06/2009 | Pacte de govern -- |
| 2011–2015                     | Miguel Adrián Ramírez Roig                       | PP              | 11/06/2011            | --                 |
| 2015–2019                     | Pilar Sarrión Ponce                              | PSPV-PSOE       | 13/06/2015            | --                 |
| 2019-2023                     | Pilar Sarrión Ponce                              | PSPV-PSOE       | 15/06/2019            | --                 |
| Des de 2023                   | n/d                                              | n/d             | 17/06/2023            | --                 |
| Fonts: Generalitat Valenciana |                                                  |                 |                       |                    |

## Monuments

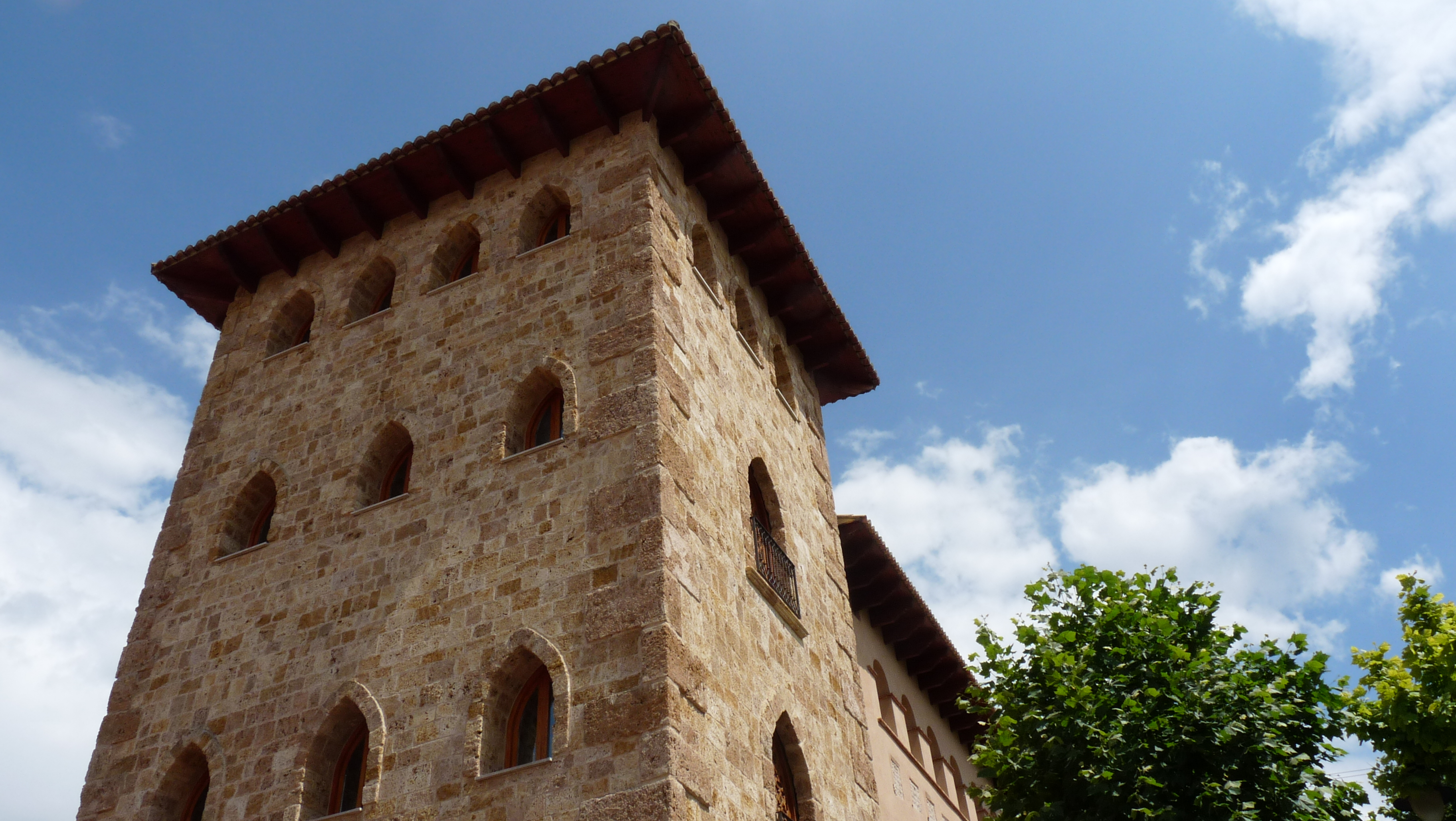
Palau dels comtes de Cervelló

- Església de la Immaculada Concepció. Data de principis del segle xvi. S'hi destaquen diversos retaules de fusta, en especial el de l'Altar Major, on es troba la titular, és d'inspiració barroca i substituïx l'original elaborat el 1702 per Miguel Aguilar.
- Ermita del Crist de la Providència.[7] És una de les més belles del País Valencià. De planta cruciforme i coronada amb cúpula, fou construïda a mitjan segle xviii (després del terratrèmol de 1748). Destaquen dues peces repujades de coure de gran patetisme i dos pintures inspirades en obres de Rafael i Rubens. La fatxada principal és neoclàssica i la lateral posseïx un rellotge de sol típicament valencià i uns versos dedicats al Crist.
- Palau dels comtes de Cervelló. La primera referència escrita que es té sobre este edifici, data del 2 de setembre de 1244 en la carta de donació que fa el rei Jaume I de la Vila d'Anna i el seu castell a l'Orde de Santiago.

## Llocs d'interés

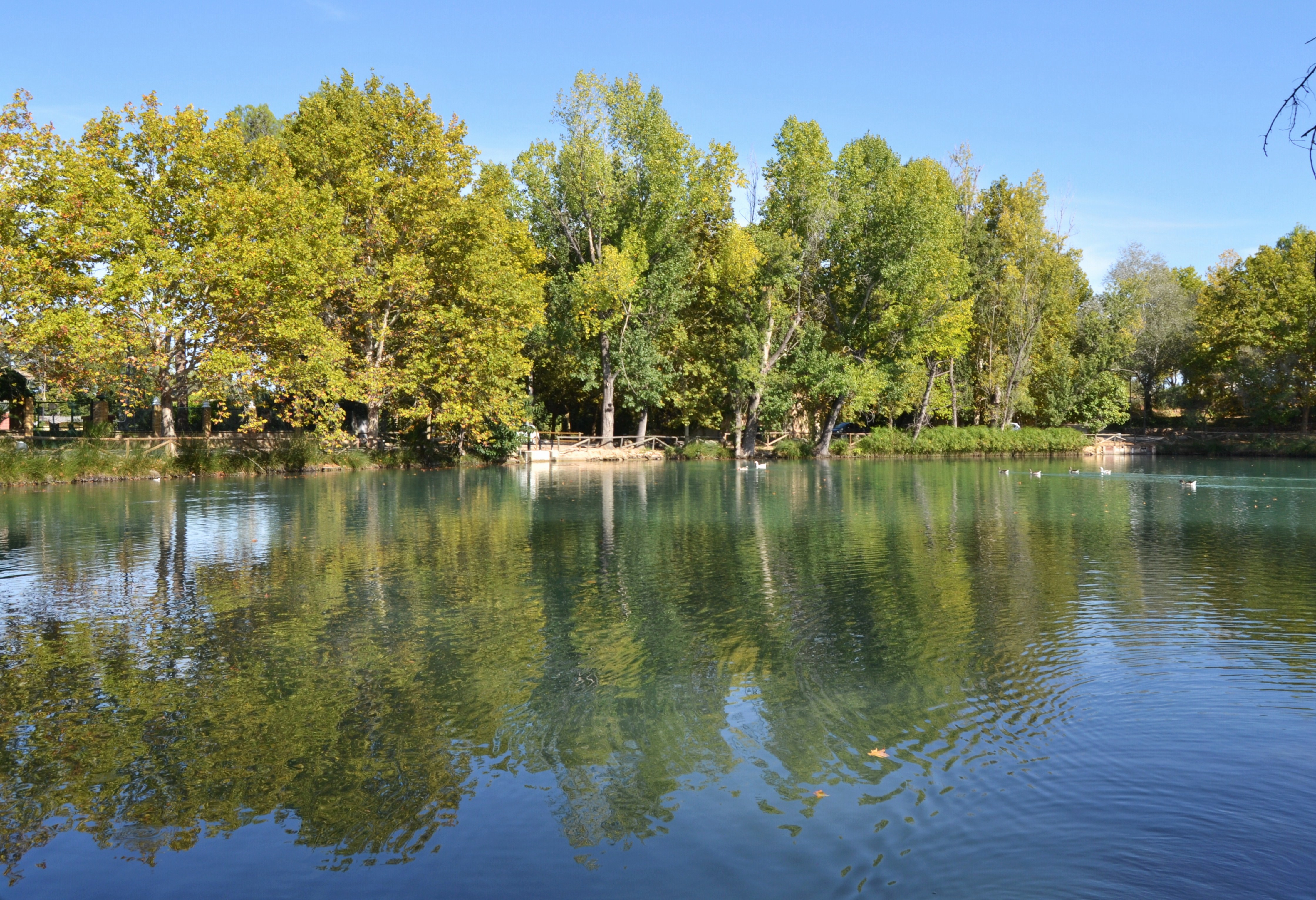
L'Albufera d'Anna

- L'Albufera. Aproximadament a un quilòmetre al sud-oest d'Anna i a una altitud de 195 m sobre el nivell del mar, es troba el llac. Mesura uns 180 m. d'est a oest i 300 m de nord a sud, amb una profunditat de 3 m. aproximadament i està rodejat de salzes i xops que a l'estiu produïxen una acollidora ombra, on es refugien els seus visitants. Del seu fons brollen grans brolladors d'aigua cristal·lina, abundant nombrosos ullals o brolladors que contínuament l'alimenten.
- Gorg de l'Escala. El riu hi ha creat un gran canó de profundes aigües cristal·lines a què s'accedix a través de 136 escarpats escalons. Les seues aigües es precipiten en un llac, formant una gran cua de cavall que anomenen «El Bot». A causa de la situació poc accessible als rajos del sol, este té una de les aigües més fredes d'Anna. Antigament donava vida a una xicoteta central hidroelèctrica.
- Gorg Català. Arreplega les aigües que naixen en la Font Negra que, per mitjà d'una cascada, venen a donar en este bell gorg. Està format per un estany molt profund que sol utilitzar-se com a lloc habitual de bany. Des del seu trampolí pot llançar-se a les profunditats de les seues aigües.
- La Font Negra. D'abundant aigua potable que emana a flor de terra i ple de bells salzes que han nascut al seu empara. S'hi acudix gran nombre de gent el dia 24 de novembre per a celebrar la "Catalineta".
- La Baixada del Molí. Conduïx a les proximitats del riu d'Anna i oferix una bella panoràmica de la Muntanya Nero. Als seus peus, ruïnes d'antics molins i velles fàbriques es confonen amb l'hedra i, alçant-se majestuós apareix un om mil·lenari (catalogat com a arbre monumental per la Generalitat).
- Font de març. Rabeig d'aigua entre blanques roques modelades per les crescudes del riu.

## Festes locals
- Sant Antoni Abad. Patró d'Anna. Se celebren durant la tercera setmana de gener coincidint alguns anys amb els dies 16 i 17 que són els realment celebrats a la població de Canals per les seues festes patronals; amb la repartida de pans beneits amb un xicotet obsequi per part dels festers a la vesprada i a la nit la tradicional foguera en la Plaça de l'Església començant sempre a les 21:00 hores (dissabte) i la Cavalcada del «Banderer» muntat a cavall repartint dolços i joguets (diumenge).
- Festes de les Eres. Se celebren depenent conforme siguen les dates cada any sent el dia principal de la festa el primer diumenge d'agost. Campionat de futbol sala a final de juliol, revetles, ball de disfresses, concurs de paelles, concerts, celebracions religioses, «mascletaes», etc.
- Festes Patronals. Celebrades en honor del Santíssim Crist de la providència. Se celebren del 10 al 30 de setembre. Amb tres grups d'activitats: Moros i Cristians, al principi de la tercera setmana de setembre està la «Setmana mora i cristiana» on gran quantitat de comparses realitzen diversos actes conjunts durant eixa setmana amenitzat per xarangues, principalment destaquen dos actes : «l'entrà falsa» celebrada Divendres amb disfresses en un to irònic un dia abans de «l'entrà» celebrada Dissabte. Després es troba la setmana d'actes on destaquen el 21 i 22 de setembre, se celebren diversos actes litúrgics i culturals. Per a concloure està la setmana taurina amb solta de vaquetes i bou embolat just després del dia 22 a 30 de setembre.

## Gastronomia
Entre els plats típics de la cuina d'Anna destaquen: casola d'arros al forn, casola d'arros i naps, arròs caldòs amb naps, llonganisses de Pasqua, xoriços d'all, coques de pimentó i tomaca, coques de cansalada i embotit (usuals en les vesprades de vaquetes en Festes Patronals), coques de sal.
Entre els dolços destaquen: coques saïnoses de Carnestoltes; mones de Pasqua; fogases amb anous, ametles, cacauets i panses; torró, casolà d'ametles, cacauet i mel, pastissos de moniato.

## Personatges il·lustres
- Francisco Sanz Baldoví (Anna, 1871 - València, 1939), ventríloc.
- Aquilino Barrachina Ortiz (Anna, 1882 - Alacant, 1940), polític i sindicalista.
- Julio Ciges Marín (Anna, 1947 - València, 2022), sacerdot i escriptor.